# کلسیم فسفات آمورف

## مقدمه
کلسیم فسفات آمورف(ACP) یک رسوب شیشه ای است از ترکیب های متغیر که در یک واکنش تجزیه ی دو برابر شامل محلول فسفات و نمک کلسیم تشکیل شده است.(NH4)2HPO4 + Ca(NO3)2) که تحت شرایط PH با دقت کنترل شده است.

### گریزی بر کلسیم فسفاتها
کلسیم و فسفر عناصری هستند که به‌طور گسترده در سیارهٔ ما توزیع شده‌اند، ترکیبات اکسیدی این دو عنصر با یا بدون آب انواع کلسیم فسفات‌ها را به وجود آورده‌اند. بیشتر کلسیم فسفات‌ها به میزان کمی در آب حل می‌شوند به طوری که برخی از آنها را می‌توان نامحلول در نظر گرفت اما همهٔ آنها در اسید قابل حل می‌باشند.
کلسیم فسفات‌ها از جمله ترکیبات معدنی هستند که در کاربردهای صنعتی فراوانی مورد استفاده قرار می‌گیرند. ویژگی‌هایی زیست سازگاری این کلسیم فسفاتها سبب گردیده تا این ترکیبات از اهمیت فوق‌العاده ای از در حوزه مهندسی بافت سخت برخوردار گردند. به طوریکه در سال‌های اخیر پژوهشگران در راستای تهیه بیو مواد کلسیم فسفات به شکل‌های گوناگونی همچون سرامیک، پوشش‌های بیو اکتیو روی پروتزهای مفاصل یا سیستم سیمان متمرکز شده‌اند.
نیاز روزافزون به مواد جایگزین استخوان باعث شده‌است تا استراتژی تهیه کلسیم فسفات‌ها به منظور پر کردن عیوب ساختمانی به شیوه‌هایی جهت‌گیری نماید که امکان پر شدگی عیوب به سهولت انجام پذیرد، تشکیل سیمان از کلسیم فسفاتها می‌تواند به عنوان یکی از راهکارهای مطلوب به‌شمار آید.
انواع مختلف کلسیم فسفات‌ها وجود دارد که معمولاً در نسبت ca/p و میزان حلالیت متفاوت هستند.

## انواع کلسیم فسفات ها
1. منوکلسیم فسفات منوهیدرات
2. منو کلسیم فسفات بی آب
3. دی کلسیم فسفات دی هیدرات
4. اکتا کلسیم فسفات
5. آلفا تری کلسیم فسفات
6. بتا تری کلسیم فسفات
7. کلسیم فسفات آمورف
8. هیدروکسی آپاتیت با کمبود کلسیم
9. هیدروکسی آپاتیت
10. تترا کلسیم فسفات

#### کلسیم فسفات آمورف (ACP)
مورفولوژی و مدل ساختار فوم غیر کریستالین ACP به صورت زنجیره های اتمی تکرار شونده با دامنه کوتاه می باشد اخیراً نشان داده شده است در بسیاری از مواد مینرال به صورت پیش فازهای آمورف تشکیل می دهند.این مواد معدنی در ساختار دندانی، استخوان بی مهرگان دریایی به شکل شایع ترکیب کلسیم ارتو فسفات می باشند.همچنین ترکیبات مشابهی از کلسیم فسفات آمورف در مهره داران در ساختارهای سلولی میتوکندری،قسمت هایی از گوش داخلی جنین کوسه ماهی،شیر پستانداران و میتای وجود دارد. 
در خلال تشکیل کلسیم فسفات ها در سیستم آبی ، غالباً به عنوان فاز ناپایدار در نظر گرفته می شود ، ACP معمولاً اولین فازی است که از محلول فوق اشباع حاصل از اختلاط سریع محلول های حاوی کاتیون کلسیم و آنیون فسفات رسوب می کند ، ترکیب شیمیایی  ACP وابستگی زیادی به مقدار  PH محلول و غلظت یونهای کلسیم  و فسفات در محلول اولیه دارد . کلسیم فسفات آمورف(ACP) ترکیبی محلول و واکنش پذیر است که قابلیت آزادسازی یونهای کلسیم و فسفات و تبدیل به آپاتیت و رمینرالیزاسیون بافت های معدنی همانند ساختار های دندانی را دارد . 
کلسیم فسفات آمورف به شکل محلول فوق اشباع از ذرات جامد کلسیم فسفات است که محصولات کریستالی اکتا کلسیم فسفات(OCP) یا آپاتیت از آن مشتق شده است و نقش اختصاری به عنوان پیشرو بیوآپاتیت و به عنوان فاز انتقالی در بیومینرالیزاسیون ایفا می نماید .

#### بررسی کلسیم فسفات آمورف
ساختار ACP  هنوز نامعلوم است، طیف مادون قرمز ACP  پهن بوده و از باندهای نامشخص جذب فسفات تشکیل شده است.
ACP براساس پراش پرتو ایکس دارای ساختار آمورف است هرچند که بررسی های میکروسکوپی الکترونی ACP  ذرات کروی با قطر 20 تا 200 نانومتر را نشان داده است . این احتمال وجود دارد که ACP  دارای ساختار کوتاه آپاتیتی باشد اما اندازه بلورهای آن به قدری کوچک است که آزمایش های پرتو ایکس آن را به صورت آمورف نمایان می سازد.ثابت شده است  ACP یک کلاستر تقریباً کروی از یون های با ترکیب {\displaystyle {\ce {Ca9(po4)6}}} با قطر 9/5 آنگسترم می باشداین کلاسترها به عنوان هسته های اولیه در خلال تبلور  HA در نظر گرفته می شود.کلسیم فسفات آمورف در بیولوژی به صورت ترکیب حاوی منیزیم ، کربنات و پیرو فسفاتکلسیفیکاسیون های پاتولوژیکی بافت نرم مشاهده شده است.

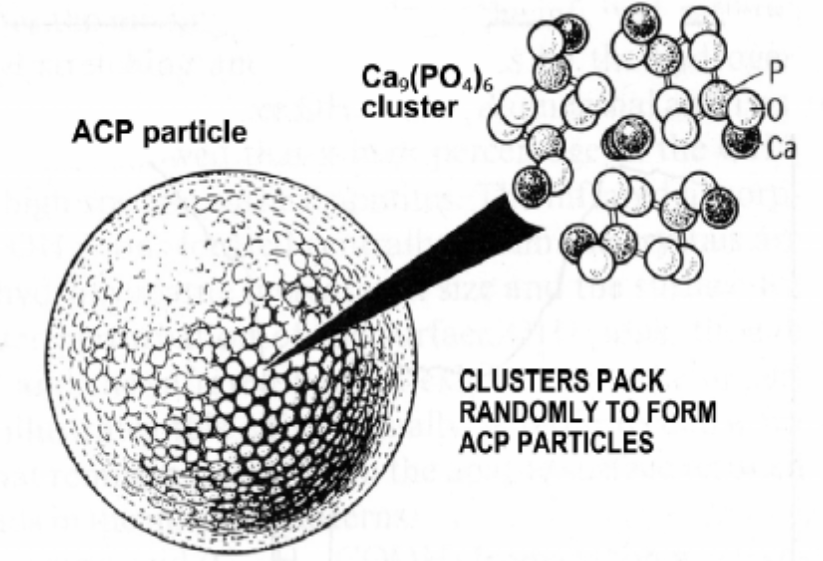
مدل ساختار ذرات کلسیم فسفات آمورف

## تاریخچه
تاریخچه ACP به سال 1995 زمانی که Robinson و Wastone به وجود جز معدنی تازه شکل گرفته در استخوان های جوان که ساختار کریستالی ندارند پی بردند، باز می گردد. 
ACP اولین بار توسط  Aarons ponser در اوایل دهه 1960 معرفی شد، از ترکیب اتفاقی 30Mm کلسیم کلراید و 20Mm اسید فسفات سدیم ترکیبات به شکلACP حاصل شدند.
Eanes و همکارانش ACP را به عنوان یک جزء استخوانی معرفی کردند باید دانست که با افزایش سن محتویات  ACP استخوان کاهش می یابد، ACP به شکل فازهای معدنی آمورف در سیستم های بیومینرالیزه در گروهی از حیوانات از جمله اتولیت کوسه ماهی، همچنین به فرم یک فاز پیش ساز هیدروکسی آپاتیت در دندان های خرچنگ و در تیغ های ظریف استخوان اسب ماهی یافت شده است.
کلسیم فسفات آمورف فاز معدنی شکل گرفته در بافت های مینرالیزه و به عنوان واسطه ای مهم در تشکیل آپاتیت شرکت دارد. اجزاء ACP سنتز شده در زیر میکروسکوپ الکترونی به شکل خوشه های یونی به قطر 9/58 آنگستروم مشاهده شده است. آب موجود در (ACP (20-15%  اکثراً فضای بین خوشه های یونی را در بر می گیرد. کریستال های آپاتیت از حل شدن ذرات ACP در یک فاز ثابت ترمودینامیک حاصل می شود.

## فرمول شیمیایی
مورفولوژی و مدل ساختاری فرم غیر کریستالین ACP به صورت زنجیره های اتمی تکرار شونده با دامنه کوتاه می باشد و فرمول شیمیایی آن به صورت زیر است:
{\displaystyle {\ce {cam(po4)n.xH2o}}}
مقدار n می تواند بین 3 تا 4/5 باشد.

## ویژگی ها
- دارای ذرات با سایز نانو متری(100-40 نانومتر)
- زیست سازگاری عالی
- چسبندگی بالا
- سرعت تجزیه قابل تنظیم
- القاء استخوان سازی
- ضد عفونی کننده
- هدایت استخوان سازی مناسب

## مقایسه
در مقایسه با تری کلسیم فسفات و هیدروکسی آپاتیت قابلیت القاء ساخت داربست استخوانی و تجزیه زیستی بهتری دارد و به عنوان پوشش های ایمپلنت های تیتانیومی ترمیم استخوانی بهبود یافته ای را نشان می دهد.همچنین تجزیه زیستی بهتری نسبت به تری کلسیم فسفات (TCP) دارد.

## کاربرد
- فیلر در ترکیبات رزینی
- در حیطه پزشکی
- ارتوپدی
- دندان پزشکی
- در ترمیم استخوان
- ایمپلنت های دندانی پوشش یافته با ACP

### کاربرد دندان پزشکی
ماده ای مناسب برای ترمیم بافتی و عامل بالقوه رمینرالیزاسیون در دندان پزشکی است.این مواد به تنهایی یا به همراه کازئین فسفوپپتید جهت ارتقاء رمینرالیزاسیون و پیشگیری از دمینرالیزاسیون در خمیر دندان ها ،محصولات غذایی و ... به کار می روند.همچنین در مواد مختلف دندان پزشکی نظیر گلاس اینومر،کامپوزیت و عوامل باندینگ به صورت فیلر کاربرد دارد.
کلسیم فسفات آمورف در ترکیب با کازئین فسفوپپتید به عنوان یک روش درمان برای پوسیدگی اولیه دندان استفاده شده است. ACP به‌طور عمده به عنوان یک انسداد کننده استفاده می شود.مطالعات نشان می دهد این ماده یک مرحله بازسازی شده هیدروکسی آپاتیت سازگار با مینای طبیعی را تشکیل می دهد.مطالعات نشان می دهد بیمارانی که دندانهای خود را سفید می کنند بعد از درمان حساسیت را کاهش می دهند.
اعتقاد بر این است ACP در زیر دمای فیزیولوژیکی و PH تشکیل اکتا کلسیم هیدرولیز می شود به عنوان یک واسطه و سپس سطح آپاتیت تشکیل می شود.همچنین میتوان به آدامس ، ژل های سفیدکننده و دهانشویه نیز اشاره کرد.